# Ribuloza-5-fosfat
Ribuloza-5-fosfat (C5H11O8P, ribuloza-5p) je organski kemijski spoj iz skupine organofosfata. Molarne je mase 230,11 g·mol−1.
D-ribuloza-5-fosfat je na atom ugljika fosforizirani oblik D-ribuloze. Igra središnju ulogu u brojnim metaboličkim procesima.
Putem pentoza-fosfata u oksidativnoj fazi nastaje ovaj ester fosforne kiseline. U toj fazi zbivaju se tri reakcije pri kojima se jedna molekula glukoze-6-fosfata pretvara u ribulozu-5-fosfat. Tijekom reakcije dvije se molekule NADP+ reduciraju u NADPH.
Ovisno o stanju stanice, ribuloza 5-fosfat se može reverzibilno izomerizirati u riboza 5-fosfat. To katalizira riboza-5-fosfat-izomeraza u putu pentoza-fosfata.
U drugim ishodima, nizom izomerizacija, transaldolacija i transketolacija mogu nastati drugi pentoza fosfati te fruktoza 6-fosfat i gliceraldehid-3-fosfat, kemijski spojevi koji su međuproizvodi u glikolizi.

## Vanjske poveznice
- PubChem